# Ceroplastes excaecariae
Ceroplastes excaecariae är en insektsart som beskrevs av Hempel 1912. Ceroplastes excaecariae ingår i släktet Ceroplastes och familjen skålsköldlöss. Inga underarter finns listade i Catalogue of Life.